# Escaoudoun landais
L'escaoudoun landais est une estouffade, faite à base de porc noir de Gascogne, dont les morceaux cuisent dans une sauce au vin moelleux et aux légumes.

## Origine du nom
Cette cuisson à l'étouffée, qui doit être à la fois très lente et intermittente, était appliquée jusqu'au XIXe siècle à d'autres mets, en particulier à base de céréales. Une revue savante, datée de 1861, cite : « Espie, men, aquet beligan, se deharé bien d'une bouno motte d'escaoudoun », ce qui se traduit par : « Regarde, mon ami, ce brigand, il se déferait bien d'une bonne tranche d'escaudon », et le narrateur de préciser que ce mets rustique était une épaisse bouillie de maïs.

## Ingrédients
Outre la longe de porc et le vin blanc moelleux, la préparation de ce mets demande oignons, poireaux, gousses d'ail, bouquet garni, madère, armagnac, graisse d'oie ou de canard, sel et poivre.

## Préparation
Les légumes tronçonnés sont mis à diminuer dans une cocotte sur un fond de graisse. Les morceaux de porc, préalablement dorés, sont ensuite placés sur cette fondue et recouverts de vin blanc moelleux. L'ensemble est salé, poivré, aromatisé d'un bouquet garni et relevé d'un verre de madère et d'un verre d'armagnac. La cuisson est aussi lente que longue.

## Accord mets/vin
Traditionnellement, ce mets s'accompagne du même blanc moelleux qui a servi à sa cuisson. Un vin rouge, tels que le tursan ou le madiran, peut parfaitement convenir. 